# Madras Challenger
Il Madras Challenger è stato un torneo professionistico di tennis giocato su campi in cemento. Faceva parte dell'ATP Challenger Series. L'unica edizione si è disputata a Madras in India.

## Albo d'oro

### Singolare
| Anno | Campione      | Finalista    | Punteggio |
| ---- | ------------- | ------------ | --------- |
| 1996 | Oleg Ogorodov | Leander Paes | 7–6, 6–3  |

### Doppio
| Anno | Campioni                     | Finalisti                  | Punteggio |
| ---- | ---------------------------- | -------------------------- | --------- |
| 1996 | Mahesh Bhupathi Leander Paes | Sander Groen Oleg Ogorodov | 7–5, 6–1  |